# Nelson Shanks
John Nelson Shanks (23 tháng 12 năm 1937 – 28 tháng 8 năm 2015) là họa sĩ người Mỹ.
Tác phẩm nổi tiếng nhất của ông có lẽ là chân dung của Diana, công nương xứ Wales, hoàn thành vào năm 1996. Bức tranh lần đầu tiên được trưng bày tại Hirschl & Gallery Adler tại thành phố New York, 24 tháng tư - 28 tháng 6 năm 1996. 

## Qua đời
Shanks mất vì ung thư tuyến tiền liệt tại nhà của ông ở Andalusia, Pennsylvania vào ngày 28 tháng 8 năm 2015 ở tuổi 77.